# Rio Contador
O Rio Contador é um curso de água do arquipélago de São Tomé e Príncipe, localizado no distritode Lembá, ilha de São Tomé, corre para Oeste até encontrar o mar junto à Praia das Furnas, depois de atravessar as localidades de Rio Leça e de Ponta Figo, Generosa, Manuel Morais, António Morais e de nascer nas encostas da montanha Calvário que se eleva a 1595 metros de altitude.